# Trevor Goddard
Trevor Goddard, né le 14 octobre 1962 à Croydon, près de Londres, (Angleterre, Royaume-Uni), et mort le 7 juin 2003 à North Hollywood, (Californie, États-Unis), des suites d'une overdose liée à la drogue est un acteur et boxeur britannico-américain.
Il est notamment connu pour avoir joué dans le film Mortal Kombat et dans la série télévisée JAG.

## Filmographie
| Cinéma     | Cinéma                                                 | Cinéma                          | Cinéma                                      |
| Année      | Titre                                                  | Rôle                            | Notes                                       |
| ---------- | ------------------------------------------------------ | ------------------------------- | ------------------------------------------- |
| 1992       | Inside Out                                             | The Other Criminal              |                                             |
| 1994       | Men of War                                             | Keefer                          |                                             |
| 1995       | Mortal Kombat                                          | Kano                            |                                             |
| 1995       | Illegal in Blue                                        | Mickey Fuller                   |                                             |
| 1995       | The Break                                              | Nails                           |                                             |
| 1996       | Fast Money                                             | Regy                            |                                             |
| 1996       | Prey of the Jaguar                                     | Damian Bandera                  |                                             |
| 1997       | Dead Tides                                             | Scott                           |                                             |
| 1997       | First Encounter                                        |                                 |                                             |
| 1998       | Deep Rising                                            | T. Ray                          |                                             |
| 1998       | Some Girl                                              | Ravi                            |                                             |
| 1999       | She's Too Tall                                         | Warner                          |                                             |
| 1999       | Gut Feeling                                            |                                 |                                             |
| 2000       | Gone in 60 Seconds                                     | Don                             |                                             |
| 2001       | Dead Man's Run                                         | Jason                           |                                             |
| 2002       | Hollywood Vampyr                                       | Blood                           |                                             |
| 2002       | Torture TV                                             | Trevor "Dogger" McDougan        |                                             |
| 2003       | Pirates of the Caribbean: The Curse of the Black Pearl | Grapple                         |                                             |
| 2010       | Flexing with Monty                                     | Monty                           |                                             |
| Télévision |                                                        |                                 |                                             |
| Année      | Titre                                                  | Rôle                            | Notes                                       |
| 1989       | Tour of Duty                                           | Williams                        | 1 épisode                                   |
| 1992       | The Commish                                            | Ozzy Van Spyk                   | 2 épisodes                                  |
| 1992       | Dark Justice                                           | Travis                          | 1 épisode                                   |
| 1992–1994  | Silk Stalkings                                         | Steiner Oscar LeMay             | 2 épisodes                                  |
| 1992–1995  | Renegade                                               | Digger Macy Ty Waitly           | 2 épisodes                                  |
| 1993       | Murphy Brown                                           | Colin                           | 1 épisode                                   |
| 1993       | Down the Shore                                         | Stench                          | 1 épisode                                   |
| 1993       | Baywatch                                               | Wiley Brown                     | 1 épisode                                   |
| 1993       | Empty Nest                                             | Joe                             | 1 épisode                                   |
| 1996       | Yesterday's Target                                     | Agent Riggs                     | Film télévisé                               |
| 1996       | Murder, She Wrote                                      | Boyd Hendrix                    | 1 épisode                                   |
| 1996       | Nowhere Man                                            | Mackie                          | 1 épisode                                   |
| 1997       | Assault on Devil's Island                              | Fraker                          | Film télévisé Autre titre : Shadow Warriors |
| 1998       | Babylon 5                                              | Trace                           | 1 épisode                                   |
| 1998       | Legion                                                 | Cutter                          | Film télévisé                               |
| 1998       | The X-Files                                            | The 1st British Crewman         | 1 épisode                                   |
| 1998–2001  | JAG                                                    | Lieutenant Commander Mic Brumby | 42 episodes                                 |
| 2000       | 18 Wheels of Justice                                   | Paul Stocker                    | 1 épisode                                   |
| 2001       | When Billie Beat Bobby                                 | Barry Court                     | Film télévisé                               |
| 2002       | Rendez-View                                            |                                 | 1 épisode                                   |